# Johann Tobias Bürg
Johann Tobias Bürg, född 24 december 1766 i Wien, Österrike, död 15 november 1835 i Wiesenau, Kärnten, var en österrikisk astronom, som 1791 blev professor i fysik vid lyceet i Klagenfurt, 1792 professor vid Wiens universitet och adjunkt vid observatoriet där samt tog avsked 1813. Han redigerade tidskriften "Ephemeriden" 1795–1801, författade talrika astronomiska avhandlingar och prisbelönades 1798 av nationalinstitutet i Paris för beräkning av månbanor.

## Biografi
Som astronom var Bürg en internationellt erkänd auktoritet. Han hade, som adjunkt i Gothaobservatoriet, förvärvat sina kunskaper och färdigheter av Franz Xaver von Zach.
Från 1791 utsågs han till förste professor i fysik vid Gymnasium Klagenfurt, senare adjunkt vid Wienobservatoriet, som han slutligen kunde ta över som chef 1817 (efter Triesneckers död).
När Institut National i Paris tillkännagav ett pris för den mest exakta beräkningen av månens omloppsbana 1799 vann Bürg tillsammans med fransmannen Alexis Bouvard detta. Bürg hade utvärderat data vid cirka 3 000 månobservationer och utvecklat en komplex rörelseteori. I slutet av tävlingen fick Bürg 1 kilo guld (260 dukater) för sin enastående vetenskapliga prestation. Från 1801 var han korresponderande ledamot av Ryska vetenskapsakademin i S:t Petersburg och Göttingens vetenskapsakademi. År 1812 valdes han som korresponderande ledamot av Königlich-Preußische Akademie der Wissenschaften samt Académie des sciences och 1822 av American Academy of Arts and Sciences.
Bürg hade ett nära samarbete med den wienska astronomen Elisabeth von Matt fram till sin död 1814. I ett offentligt brev hyllade han den långvariga vänskapen.
Bürg tillbringade många veckor under sin aktiva tid på Wiesenau slott nära Bad St. Leonhard i Kärnten, där han var nära Wiesenau-distriktet. Efter slutet av sin karriär drog han sig tillbaka helt till Wiesenau slott, där den gamle mannen, som under tiden nästan helt hade förlorat sin hörsel, bodde på en rymlig vind och fortsatte att ägna sig åt astronomiska observationer. Han avled i november 1835 och är begravd i Bad St. Leonhard i Lavantdalen. 

## Utmärkelser och hedersbetygelser
- Fellow of the American Academy of Arts and Sciences

[Redigera Wikidata]
Kratern Bürg på månen är uppkallad efter honom.